# Barbus carpathicus
Barbus carpathicus är en fiskart som beskrevs av Kotlík, Tsigenopoulos, Ráb och Berrebi 2002. Barbus carpathicus ingår i släktet Barbus och familjen karpfiskar. IUCN kategoriserar arten globalt som livskraftig. Inga underarter finns listade.
Arten förekommer i östra Europa från södra Polen, östra Slovakien och västra Ukraina till östra Ungern och norra Rumänien. Den vistas främst i vattendrag med moderat flöde och den uppsöker under vintern djupare delar av vattnet. Exemplaren fortplantar sig efter 2 till 3 år för första gången när hannar är 75 mm långa och honorna är 110 till 140 mm långa. Födan utgörs av olika ryggradslösa djur och alger.
Några populationer påverkas av nya dammbyggnader. Hela populationen minskar men den är fortfarande stor. IUCN kategoriserar arten globalt som livskraftig.